# Елдорадо Спрингс (Колорадо)
Елдорадо Спрингс (енгл. Eldorado Springs) насељено је место без административног статуса у америчкој савезној држави Колорадо.

## Демографија
По попису из 2010. године број становника је 585, што је 28 (5,0%) становника више него 2000. године.
| Група             | 2000.       | 2010.       |
| Белци             | 518 (93,0%) | 528 (90,3%) |
| Афроамериканци    | 4 (0,7%)    | 2 (0,3%)    |
| Азијати           | 10 (1,8%)   | 11 (1,9%)   |
| Хиспаноамериканци | 16 (2,9%)   | 24 (4,1%)   |
| Укупно            | 557         | 585         |